# Eremazus cribratus
Eremazus cribratus är en skalbaggsart som beskrevs av Semenov 1893. Eremazus cribratus ingår i släktet Eremazus och familjen Aegialiidae. Inga underarter finns listade i Catalogue of Life.